# 服务器应用程序接口
在计算机科学中，服务器应用程序接口（Server Application Programming Interface，或SAPI）是一个網頁伺服器（如Apache HTTP Server、微软IIS和Oracle iPlanet Web Server）的直接模块接口。微软使用术语ISAPI描述服务器应用程序接口，过时的網景网页服务器则使用术语网景服务器应用程序接口（NSAPI）来描述。换言之，SAPI是一项由网页服务器提供的应用程序接口（API）以帮助其他开发者扩展网页服务器的功能。
举个例子，PHP有着称之为SAPI可用于不同网页服务器的直接模块接口；在Windows平台上的PHP 5和Apache 2.0，PHP通过提供名为php5apache2.dll的DLL文件以实现此功能。此模块与其他功能一起以一种服务器理解的方式实现了PHP和网页服务器之间的接口。这种形式即人们熟知的SAPI。
多个网页服务器扩展中存在不同类型的SAPI。例如，除了上方列出的以外，PHP的其他SAPI包括通用网关接口（CGI）与命令行界面（CLI）。

## 另请参阅
- FastCGI（CGI变体）